# Perianthomega vellozoi
Perianthomega vellozoi là một loài thực vật có hoa trong họ Chùm ớt. Loài này được Bureau mô tả khoa học đầu tiên năm 1894.